# Vărzărești
Vărzărești è un comune della Moldavia situato nel distretto di Nisporeni di 6.344 abitanti al censimento del 2004

## Località
Il comune è formato dall'insieme delle seguenti località (popolazione 2004):
- Vărzărești (4.916 abitanti)
- Șendreni (1.428 abitanti)